# بنو قایق (یمن)
 بنو قایق  (در عربی:  بَنو قایق )
نام روستایی است در دهستان بَنُو فایَش از توابع استان جَوف در کشور یمن در شبه جزیره عربستان.

## جمعیت
جمعیت آن (۲۰۱ ) نفر (۱۱ خانوار) می‌باشد.